# Asserballe Sogn
Asserballe Sogn er et sogn i Sønderborg Provsti (Haderslev Stift).
Asserballe Sogn hørte til Als Sønder Herred i Sønderborg Amt. Asserballe og Notmark sognekommuner blev lagt sammen i 1967. Asserballe-Notmark blev ved kommunalreformen i 1970 indlemmet i Augustenborg Kommune, der ved strukturreformen i 2007 indgik i Sønderborg Kommune.
I Asserballe Sogn ligger Asserballe Kirke.
I sognet findes følgende autoriserede stednavne:
- Asserballe (bebyggelse, ejerlav)
- Asserballe Mark (bebyggelse)
- Asserballeskov (bebyggelse, ejerlav)
- Asserballeskov Strand (bebyggelse)
- Blomeskobbel (areal)
- Gammelgård (bebyggelse, ejerlav)
- Høgebjerg (areal)
- Kettingskov (bebyggelse, ejerlav)
- Oleskobbel (areal)
- Pinnesholm (bebyggelse)
- Pomose (bebyggelse)
- Snur-om (bebyggelse)

## Afstemningsresultat
Folkeafstemningen ved Genforeningen i 1920 gav i Asserballe Sogn 500 stemmer for Danmark, 25 for Tyskland. Af vælgerne var 64 tilrejst fra Danmark, 13 fra Tyskland.